# マジック・ジョン
『マジック・ジョン』 (MAGIC John) は、1990年9月28日にファミリーコンピュータ用ソフトとしてジャレコから発売されたアクションゲームである。海外でのタイトルは『Totally Rad』。

## ゲーム内容

### システム
主人公のジョンを操作し、さまざまな魔法を駆使しながら全5ステージ（ゲーム中では「ACT」と表記）を進めていく2Dアクションゲーム。
十字キーでジョンを操作し、Aボタンでジャンプ、Bボタンで念玉（ショット）を発射する。念玉はBボタンの長押しで3段階までパワーを溜められ、より強力な攻撃が放てる。ただし、溜め状態でジャンプすると念玉が発射されてしまうため、ジャンプ中は溜め攻撃ができない。
スタートボタンで使用するマジックの選択画面が開く。十字キーの上を押しながらBボタンを押すことでマジックゲージを消費してマジック（魔法）を使用する。
敵を50体、100体倒すとそれぞれ残機が1つ増える。それ以降は100体倒すごとに残機が1つ増える。残機、ライフ併用制で、ジョンのライフゲージがすべて無くなると1ミスとなり、残機がすべて無くなるとゲームオーバー。ゲームオーバーの際にYESを選ぶとACTの最初からゲームを再開でき、NOを選ぶとタイトルへ戻る。
デモシーンやマジック使用時に、画面が激しく点滅する箇所がある。

### マジック
マジックは回復系、ダメージ系、変身系など全12種類あり、最初から全て使える。マジック使用時はそれぞれ決められたポイントを消費する。また、「ファイヤー」、「ウォーター」、「ウインド」、「ストーン」の4種類は、ACT・1とACT・3をクリアするとエフェクトが変化する。なお変身魔法使用時は、変身魔法以外の各種魔法が使えなくなる。
ライフマックスUP（消費量4ポイント）
ライフゲージを最大まで回復させる。
ライフミニマムUP（消費量2ポイント）
ライフゲージを最大ライフの半分の3ポイント回復させる。
金縛り（消費量2ポイント）
一定時間敵の動きを止める。動けなくなった敵に触れてもダメージを受けない。
無敵（消費量2ポイント）
一定時間無敵となりダメージを受けなくなる。
ファイヤー（消費量2ポイント）
画面中の敵に火によるダメージを与える。
ウォーター（消費量2ポイント）
画面中の敵に水によるダメージを与える。
ウインド（消費量2ポイント）
画面中の敵に風によるダメージを与える。
ストーン（消費量2ポイント）
画面中の敵に岩によるダメージを与える。
ジョン（消費量0ポイント）
変身魔法を使用後、ジョンの姿に戻る際に使用。
ライオン（消費量2ポイント）
ライオンに変身する。ジャンプ力が1.5倍となり、ジャンプ中は無敵となる。爪による攻撃は、リーチは短いが攻撃力は高い。
ホーク（消費量2ポイント）
ホークに変身する。Aボタン連打で空中を飛ぶことができる。また、羽を飛ばして遠距離攻撃できる。
フィッシュ（消費量2ポイント）
フィッシュに変身する。水中をAボタン連打で泳ぐことができる。また、背びれを飛ばして遠距離攻撃できる。

## 設定

### ストーリー
本作の主人公である"ジョン"はごく平凡なアメリカの少年。彼は、"ミスター・ポン"のスーパーマジックショーを目当てに毎日のように近くの遊園地へ足を運んでいた。驚異的な大魔術を次々に繰り出すミスター・ポンの大ファンとなっていたジョンは、ある日、ガールフレンドの"ユウ"へミスター・ポンの弟子になりたいと打ち明ける。
晴れて弟子となったジョン。しかしミスター・ポンは「スーパーマジシャンになるにはまず体力から」と、体力づくりの実践ばかり課せられなかなかマジックを指導してもらえない。
いつもどおり修行に励むジョンたち。そこへ正体不明の怪人らが突然襲い掛かり、ガールフレンドのユウを連れ去ってしまった。怪人を倒しユウを助けるため、ジョンはミスター・ポンから教示されたマジックを武器に戦いに身を投じる。

### ステージ構成
1つのACTは複数のROUNDで構成され、ROUNDの最後には中ボス（ROUND1-2、2-3、3-3、4-2は除く）、ACTの最後にはボスが待ち構える。
ACT・1
- 1-1（遊園地）

ジェットコースター上での戦い。終点にて中ボスが待ち構える。
- 1-2（サーカス）

サーカス小屋の中での戦い。ピエロのような敵や熱気球を渡る場面が存在する。ボスはポップコーンのバイオモンスター、パンチコーン。
ACT・2
- 2-1（ビル街）

街中を進む。道中は短く、中ボス撃破後は下へ降りていく。
- 2-2（下水道）

下水道を進む。中ボス撃破後は、再び上へと昇っていく。
- 2-3（ビル街）

再びビル街へ。今度は上方へと昇っていく。ボスは排気ガスのバイオモンスター、バキュームサタン。
ACT・3
- 3-1（森）

森の中を進んでいく。中ボス撃破後、2-1と同様に下へ降りていく。
- 3-2（湖）

画面の大半が水のエリア。地上を渡っていくか、水中を進むかになる。中ボスは水中戦となる。
- 3-3（ナイアガラの滝）

背景の滝を背に、画面の下へ下へと降りていく。ボスは魚のモンスター、シーラ・バカンス。水中戦となる。
ACT・4
- 4-1（地底洞窟）

敵の正体である地底人の本拠地へ。洞窟内を進み、最後には中ボスが控えている。
- 4-2（前線基地）

水晶のような地形が特徴的なエリア。ボスはクリスタルのバイオモンスター、カルボーン。
ACT・5
- 5-1（地底人の基地）

機械的な地形が特徴的なエリア。最後に中ボスが控えている。
- 5-2（異次元空間）

道中は短いが、最終ボスの前に中ボスが出現する。最終ボスは地底人のボス、エドジー。二つの形態があり、他のボスと比較し2倍の体力を持つ。

## 登場キャラクター
ジョン
本作の主人公。ミスター・ポンのマジックに憧れ弟子となりマジックの修行を行っていた。ゲーム進行に伴い、使用マジックが徐々に強力になっていく。
ユウ
ジョンのガールフレンドでポニーテールの可愛い女の子。ストーリー序盤、謎の怪人たちに連れ去られるがジョンによってすぐに助け出された。のちにミスター・ポンからマジックを習い始める。
ミスター・ポン
ジョンの師匠であるスーパーマジシャンで女性語（オネエ言葉）を話す。ジョンやユウからは「ポン先生」と呼ばれている。その正体はゲーム中に明らかとなる。
ユウのパパ
ユウの父親であり、ジョン曰く「世界一の科学者」。怪人たちの真の目的は彼でありユウを助けた後に連れ去られた。

## 移植版
| No. | タイトル                                                 | 発売日        | 対応機種        | 開発元                        | 発売元             | メディア                       | 備考                                | 出典          |
| --- | -------------------------------------------------------- | ------------- | --------------- | ----------------------------- | ------------------ | ------------------------------ | ----------------------------------- | ------------- |
| 1   | マジック・ジョン                                         | 2011年2月8日  | Windows         | D4エンタープライズ (移植担当) | D4エンタープライズ | ダウンロード (プロジェクトEGG) |                                     | [ 8 ] [ 9 ]   |
| 2   | ジャレコレ ファミコン編： マジック・ジョン & Totally RAD | 2025年4月24日 | Nintendo Switch | シティコネクション            | シティコネクション | ダウンロード                   | 日本版、海外版『Totally RAD』を収録 | [ 10 ] [ 11 ] |

Nintendo Switch版
「ジャレコレ ファミコン編」シリーズの1作品として配信。日本国内版のほか、海外版『Totally RAD』も収録してある。「ジャレコレ」共通の機能のほか、本作独自の機能として、マジック選択画面を開かずともLRボタンでマジックを切り替えて選択できる「マジックショートカット」、ゲーム画面外にマジックの効果が分かる一覧が表示される「マジックインフォ」、原作では表示されていなかった中ボスの残り体力や、マジック選択画面を開いた際に表示されたジョンの残機数や敵を倒した総数を常に画面に表示させる「中ボス体力表示」「残機・撃破数表示」といった機能を搭載している。また、マジック使用時などの画面点滅の有無もオプションにてON/OFFする事ができる。

## スタッフ
タイトル画面にて特定の操作をするとスタッフロールが流れる。
- メイン・プログラム：GT-R
- サウンド・プログラム：SOARER
- サウンド：澤和雄、田崎寿子
- キャラクター・デザイン、モンスター・デザイン：小宮山慶太
- 背景デザイン、アニメーション：ひらのみか、加藤友子
- 企画：川野一博

## 評価
ゲーム誌『ファミコン通信』の「クロスレビュー」では合計23点（満40点）、『ファミリーコンピュータMagazine』の読者投票による「ゲーム通信簿」での評価は以下の通り、16.87点（満30点）となっている。
| 項目 | キャラクタ | 音楽 | 操作性 | 熱中度 | お買得度 | オリジナリティ | 総合  |
| 得点 | 2.96       | 2.77 | 2.85   | 2.69   | 2.77     | 2.84           | 16.87 |